# Sacrificiile umane în cultura aztecă

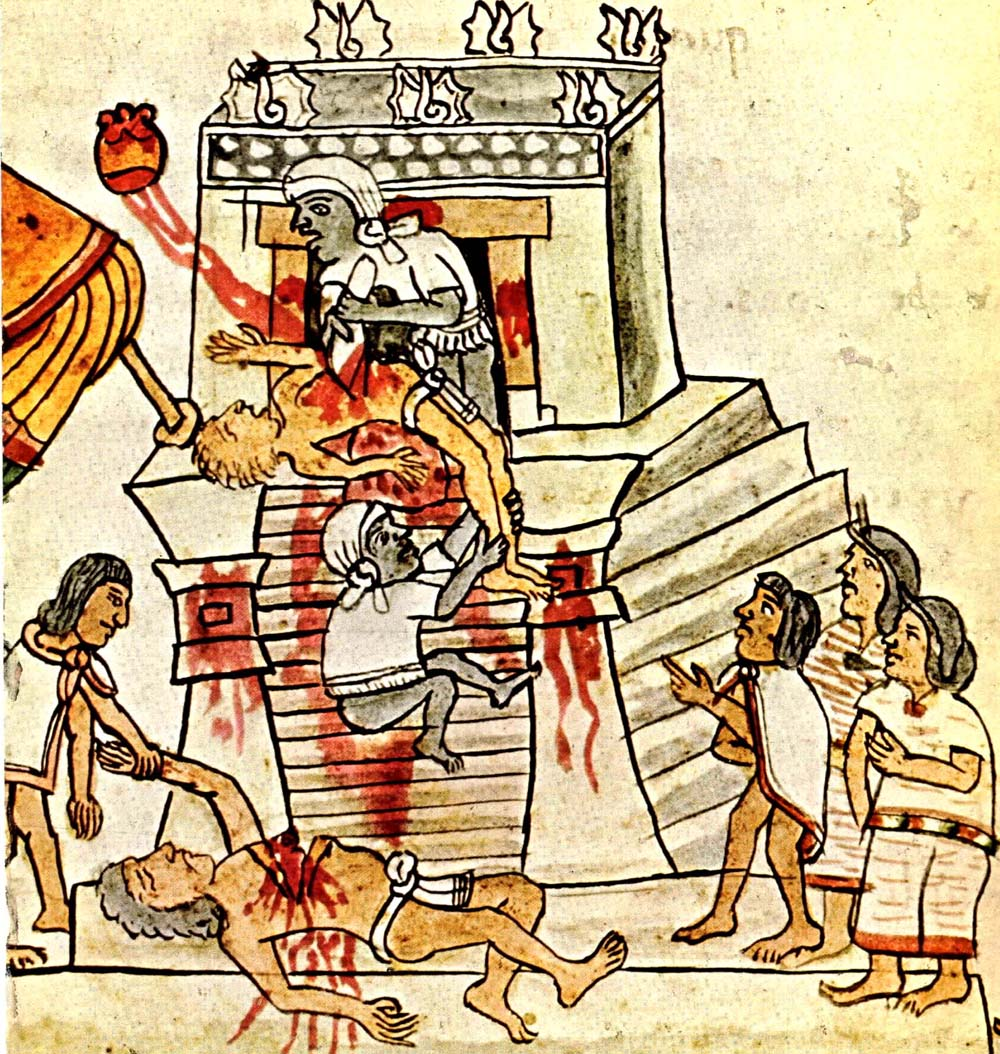
Sacrificiile umane aztece prezentate în Codex Magliabechiano, pagina 141

Poporul aztec era supus total idolilor și zeilor săi, fiind unu din cele mai sângeroase popoare din lume. În timpul Conchistei spaniolii au fost șocați de aspectele violente din societatea aztecă făcându-se că uită de propria țară unde Inchiziția făcea mii de crime. Realitate e că în timpul Conchistei sacrificiul uman luase proporții, atât prin numărul mare al victimelor dar și prin varietatea modurilor de sacrificare: smulgerea inimii, săgetarea, înecarea, jupuirea de viu. Ritualul era diferit în funcție de zeul ale cărui favoruri erau solicitate:
- biciuirea și apoi jupuirea sacrificatului erau închinate zeului vegetației
- un grup de copii sacrificați zeilor ploii
- descrieri amănunțite ale smulgerii inimii abundă în cronicile vremii. Patru ajutoare țineau victima, în timp ce preotul înfigea cuțitul în pieptul sacrificatului, pentru a oferi apoi ofrandă inima încă palpitând zeului soarelui.